# Фултон (Мисисипи)
Фултон (енгл. Fulton) град је у америчкој савезној држави Мисисипи.

## Демографија
По попису из 2010. године број становника је 3.961, што је 79 (2,0%) становника више него 2000. године.
| Група             | 2000.         | 2010.         |
| Белци             | 3.225 (83,1%) | 3.251 (82,1%) |
| Афроамериканци    | 567 (14,6%)   | 579 (14,6%)   |
| Азијати           | 20 (0,5%)     | 25 (0,6%)     |
| Хиспаноамериканци | 49 (1,3%)     | 56 (1,4%)     |
| Укупно            | 3.882         | 3.961         |